# Communic
A Communic norvég progresszív/power/thrash metal együttes. 2003-ban alakult meg Kristiansand városában.  Lemezeiket a Nuclear Blast jelenteti meg.

## Története
Alapító tagjai: Oddleif Stensland gitáros és Tor Atle Andersen dobos. Ők ketten a Scariot nevű progresszív metal együttes tagjai voltak. Hozzájuk csatlakozott Erik Mortensen basszusgitáros. 2004-ben jelentették meg első demójukat. Ugyanebben az évben leszerződtek a Nuclear Blast kiadóhoz és első nagylemezük az ő gondozásában jelent meg 2005-ben. Ezt követően turnéztak Európában az Ensiferummal és a Gravewormmel. 2006 elején Dániába utaztak, hogy megkezdjék második stúdióalbumuk rögzítését. 2006 májusában meg is jelent a lemez. 2008-ban dobták piacra harmadik albumukat. 2011-ben és 2017-ben is megjelentettek nagylemezeket.

## Tagok
- Oddleif Stensland - ének, gitár
- Erik Mortensen - basszusgitár
- Tor Atle Andersen - dob

## Diszkográfia
- Conspiracy in Mind (demó, 2004)
- Conspiracy in Mind (album, 2005)
- Waves of Visual Decay (album, 2006)
- Payment of Existence (album, 2008)
- The Bottom Deep (album, 2011)
- Where Echoes Gather (album, 2017)
- The Nuclear Blast Recordings (box set, 2018)